# Дилецкий, Николай Павлович
Никола́й Па́влович Диле́цкий (около 1630, Киев — не ранее 1681, Москва) — русский и украинский музыкальный теоретик, композитор. Автор музыкально-теоретического трактата «Мусикийская грамматика», оказавшего большое влияние на развитие музыкальной науки в России.

## Биография
Николай Дилецкий родился около 1630 года в Киеве. В 1675 году окончил Виленскую иезуитскую академию (ныне Вильнюсский университет), где, вероятно, учился на факультете свободных искусств. В том же году преподнёс магистрату панегирическое сочинение «Золотая тога» (пол. Toga złota) и создал первую редакцию «Мусикийской грамматики». Придерживался православного вероисповедания.
После 1675 года Дилецкий, очевидно, приезжал в Москву. В 1677 году в Смоленске работал над второй редакцией «Мусикийской грамматики», сочинял хоровую музыку, а также, вероятно, обучал певцов (освобождённый от поляков Смоленск нуждался в хоровой культуре).
С 1678 года Дилецкий жил в Москве, в доме диакона Иоанникия Коренева. В московский период он продолжал перерабатывать «Мусикийскую грамматику», занимался исправлением голосоведения в бытовых кантах (на это указывает пометка «справлено Дилецким», встречающаяся в отдельных сборниках нот), принимал участие в редактировании «Ключа разумения» Тихона Макарьевского (о чём сохранилось упоминание в одном из вариантов «Грамматики»), сочинял церковную музыку (одна из служб носит название «Московская»). Существовало мнение, что Дилецкий также служил регентом хора Строганова, однако убедительных доказательств этого не обнаружено.
После 1681 года биографических сведений о Дилецком нет. Дата его кончины неизвестна.

## Композиторское творчество
Дилецкий — автор более ста музыкальных сочинений в партесном стиле на литургические (церковнославянские) тексты, среди которых Воскресный канон (на Пасху), три цикла Служб Божиих (один для четырёхголосного хора и два для восьмиголосного), в настоящее время ему атрибутировано 75 партесных концертов на три, четыре и восемь голосов, в том числе «Вошел еси во церковь», «Иже образу Твоему» и др., Херувимская песнь.

## Теоретические взгляды

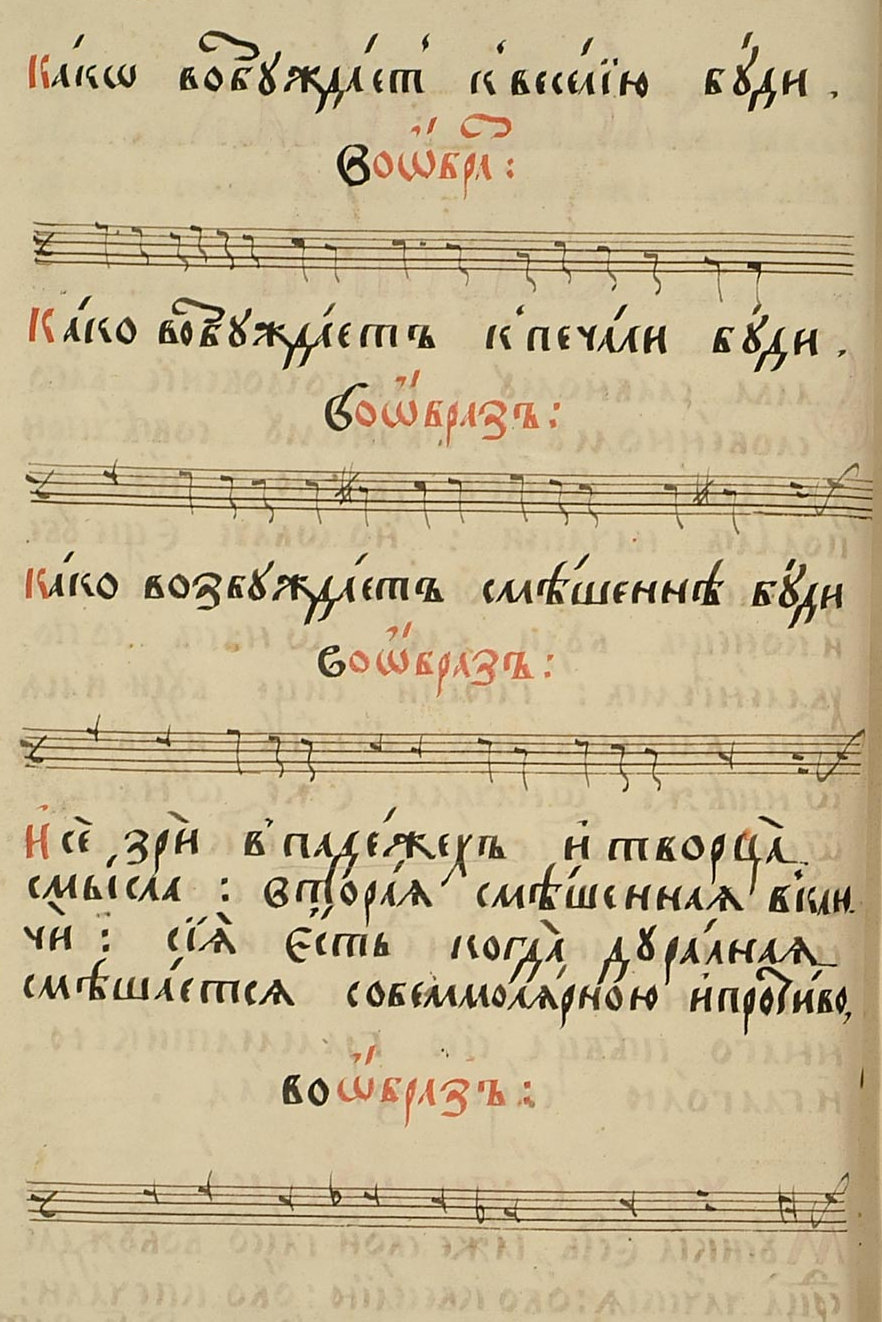
Страница рукописи «Мусикийской грамматики» (редакция 1679 г.) с примерами «весёлой», «жалостной» и «смешенной мусикии» (НИОР РГБ. Ф. 173.I. № 107. Л. 16).

«Мусикийская грамматика» Дилецкого — выдающийся музыкально-теоретический трактат XVII века. В. В. Протопопов выделял три редакции этого сочинения:
- первая, написанная в Вильне в 1675 году на польском языке; рукопись утеряна;
- вторая, выполненная в Смоленске в 1677 году по заказу думного дьяка Тимофея Литвинова. Носит название «Грамматика мусикийского пения, или Известные правила в слозе мусикийском». Представляет собой русский перевод первой (польской) редакции; состоит из двух разделов: в первом даются простейшие сведения для певцов, второй содержит изложение теории композиции.
- третья, созданная в Москве. Представляет собой адаптацию второй редакции трактата к нуждам и условиям московской музыкальной жизни. Сохранилась в двух версиях — 1679 и 1681 годов.
  - В версии 1679 года (НИОР РГБ. Ф. 173.I. № 107) трактат носит название «Идея граматикии мусикийской, составленая прежде Николаем Дилецким в Вилне, послежде же им же преведена на славенский диалект в царьствующем граде Москве». Рукопись обязана своим появлением «тщанию и радению имянитого человека Григория Димитриевича Строганова»[8]. Критическое издание редакции 1679 года (факсимиле и расшифровка), подготовленное В. В. Протопоповым, опубликовано в 1979 году в фундаментальной серии «Памятники русского музыкального искусства».
  - В версии 1681 года труд Дилецкого названия не имеет. Представляет собой сокращённую редакцию версии 1679 года. Этот текст (без перевода на русский язык и без транскрипций старинной нотации в современную) был подготовлен к печати С. В. Смоленским и издан (посмертно) в 1910 году; изданию предшествует небольшое предисловие редактора.

Редакция трактата 1681 года иногда рассматривается как самостоятельная (четвёртая) его редакция. Так в начале XX века полагал С. В. Смоленский, в начале XXI века подобная же интерпретация зафиксирована в редакционной статье «Большой российской энциклопедии».
В редакции 1681 года семь разделов: 
1. О мусикии
2. О писмах основателных
3. О конкорданциах, сиречь о согласующихся нотах. О диспозиции
4. О творении
5. О контрапункте
6. О способствующих[10]
7. О вещах забвенных. О инвенции. О диспозиции. О ирмологиону известие. О ексордии. О амплификации. О тонах. О тонах бемолярных. К читателю. Образ поучения майстром к пению детищ. О творении падежь[11]. Образы хоралныя

Каждый из разделов заканчивается виршами. Стремясь к максимальной доступности, автор иллюстрирует свои постулаты многочисленными примерами из собственной музыки, а также из сочинений московских (Тихон Макарьевский, Иван Календа, Николай Замаревич) и польских (Марцин Мельчевский, Яцек Ружицкий) композиторов XVII века.
Центральное место в книге занимает инструктивное изложение приёмов концертного сочинения. Автор «Грамматики» рекомендует композиторам исходить из текста, который предполагается положить на музыку; именно текст помогает «вылепить» форму произведения. Поскольку в основе композиции лежит принцип контрастных сопоставлений мощного звучания хора и «концерта» — отдельной группы солистов (как правило — трёхголосной), то текст следует заранее разделить на фрагменты и распределить их между хором и солистами. В качестве примера автор берёт слова гимна «Единородный Сыне»: «Единородный Сын — буди концерт, изволивый — вси, воплотитися — концерт, и Приснодевы — вси, распятся — концерт, спрославляемый — вси, купно».
Подробное освещение нашла в «Грамматике» теория мажора и минора. Дилецкий различает три ладовых наклонения: «весёлое», «жалостное» и «смешенное», что идентично мажору, минору и переменному ладу. Поскольку к моменту появления трактата эти наименования ещё не утвердились в теории, объяснения Дилецкого носят описательный характер: музыка в мажорном ладу «возбуждает до увеселения», в минорном — «до жалости», «смешенная» — то к тому, то к другому, «яко же пение ирмолойное, кое возбуждает богодухновенно веселитися».

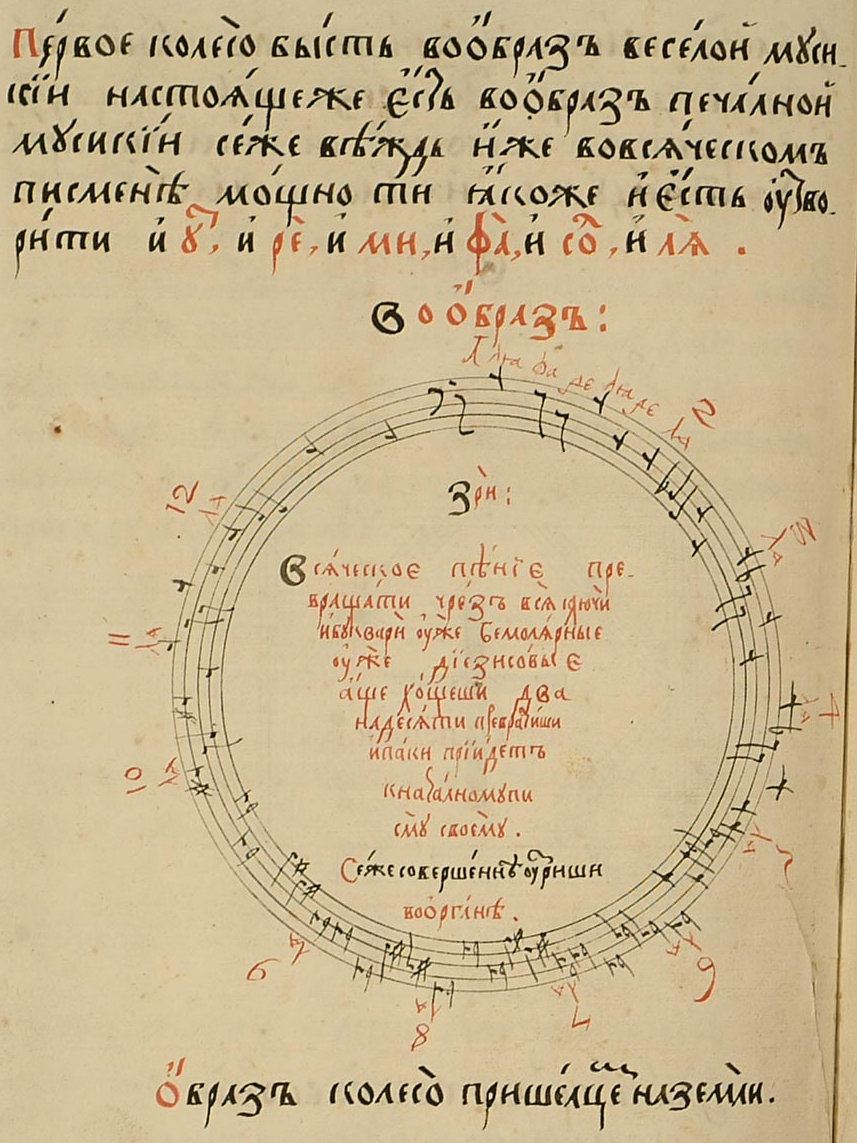
Страница рукописи «Мусикийской грамматики» (редакция 1679 г.) с изображением квинтового круга (НИОР РГБ. Ф. 173.I. № 107. Л. 134).

Другим, не менее важным достижением Дилецкого является установление мелодического начала в композиции. Трактаты и руководства западноевропейских теоретиков исходили из теории контрапункта, предписывавшей изобретение второго (третьего и т. д.) голоса на данный cantus firmus. Дилецкий же сразу предлагает свободное ритмическое движение голосов: он начинает мелодическими ходами на секунду, терцию, кварту и квинту, постепенно расширяя первоначальный интервал. Этот методический приём автор изобрёл самостоятельно, не прибегая к рекомендациям книжных руководств. Кроме того, Дилецкий дал первое в истории описание квинтового круга, рекомендуемого им в качестве средства тонального развития композиции. В редакции трактата 1679 года квинтовый круг обозначен как «колесо» (см. иллюстрацию), в редакции 1681 года — как «коло мусикийское».
О широком общественном резонансе трактата Дилецкого свидетельствует значительное количество списков на русском и украинском языках (всего известно 26).

## Рукописи трудов и издания
- «Идеа грамматики мусикийской» Николая Дилецкого, рукопись 1679 года (НИОР РГБ. Ф. 173.I. № 107) (цифровое факсимиле)
- «Мусикия» дьякона Иоанникия Коренева и «Мусикийская грамматика» Николая Дилецкого, рукопись последней четверти XVII века (НИОР РГБ. Ф. 173.III. № 54) (цифровое факсимиле)
- «Мусикийская грамматика» Николая Дилецкого / С. В. Смоленский. — СПб.: Тип. М. А. Александрова, 1910. — 174 с. (цифровое факсимиле)
- Николай Дилецкий. Идеа грамматики мусикийской // Публикация, перевод, исследование и комментарии В. В. Протопопова. Москва, 1979 (Памятники русского музыкального искусства. Вып. 7)